# Фернанду II
Фернанду II (Фердинанд II) (полное имя Фердинанд Август Франц Антон порт. Fernando II de Portugal, Fernando Augusto Francisco António de Saxe-Coburgo-Gota-Koháry; 29 октября 1816 — 15 декабря 1885) — король Португалии из Саксен-Кобург-Готской династии, правивший в 1837 — 1853 годах.

## Биография
Фердинанд родился в Германии в семье принца Фердинанда Саксен-Кобург-Готского (1785—1851) и принцессы Марии Антонии Кохари (1797—1862). В 1836 году женился на королеве Португалии Марии II (1819—1853) и основал новую династию.
После бракосочетания был пожалован титулом Королевского Высочества и герцога Браганса. После рождения наследника престола Педру в 1837 году получил от супруги титул короля.
18 (30) июля 1850 года получил от российского императора Николая I высший российский орден Святого Андрея Первозванного.
В 1853 году после смерти супруги был лишён титула короля и объявлен регентом до совершеннолетия сына (1855). После вступления на престол Педру V не играл политической роли. В 1861 году Наполеон III рассматривал овдовевшего Фердинанда и его братьев среди вероятных кандидатов на трон реставрируемой Мексиканской империи, полагая, что избрание членов католической ветви Саксен-Кобург-Готской династии может укрепить связи с Великобританией.
В 1869 году женился морганатическим браком на оперной певице Изабелле Хенслер, графине Эдла (1836—1929). Одно время назывался возможным кандидатом на испанский престол, тогда вакантный после свержения Изабеллы II.

## Дети
За годы брака у Марии и Фернанду родилось 12 детей:
- Педру V (1837—1861), супруг принцессы Стефании Гогенцоллерн-Зигмаринген (1837—1859);
- Луиш I (1838—1889), супруг Марии Пии Итальянской (1847—1911)[1];
- Мария (1840—1840);
- Жуан Мария (1842—1861), 8-й герцог Бежа;
- Мария Анна (1843—1884), с 1859 супруга Георга I, короля Саксонии;
- Антония Мария (1845—1913), с 1861 супруга Леопольда Гогенцоллерн-Зигмаринген (1835—1905);
- Фернанду (1846—1861);
- Август (1847—1889);
- Леопольду (1849—1849);
- Мария Глория (1851—1851);
- сын (1851);
- Евгения Мария (1853—1853).